# 刘元元
刘元元（Liew Yuan Yuan，1984年11月24日—），原名刘彦利，生于马来西亚霹雳州怡保，马来西亚节目主持人、活动主持人、配音员、主持、司仪和报幕员。曾为Astro收費电视频道中文台的主持人。2012年参加电视台举办的主持人海选活动，被相中成为该电视台AEC频道最长寿本地中文新闻节目《新闻报报看》主持人之一。2016年离开Astro后，自创品牌《全家私房钱》，身兼出品人、制作人与主持人多职，该节目除了于Astro AEC播出，也成了马来西亚首个大马首个通俗易懂的中文理财投资平台。于2019年成为马来西亚讲师协会中委兼终身会员。

## 個人生活
2015年2月8日，出席友人派對的劉元元被男友驚喜求婚，兩人同年註冊，並於2017年9月9日設宴。目前育有一子，暱稱林寶。

## 主持節目
| 年份            | 節目       |
| 2012年 - 2016   | 新聞報報看 |
| 2013年 - 2014年 | 話話新世界 |
| 2014年          | 頭條報報看 |
| 2017年 - 至今   | 全家私房錢 |

## 外部連結
- 全家私房錢 Money Money Home 臉書粉專 （页面存档备份，存于）
- 全家私房錢 Money Money Home YouTube頻道 （页面存档备份，存于）